# Satyricon (album)
Satyricon este cel de-al optulea album de studio al formației Satyricon. Este primul album al formației care a fost clasat pe primul loc în clasamentul norvegian.
A fost remarcat un aspect ca fiind definitoriu pentru acest album: prima jumătate are structuri melodice lente, iar cea de-a doua jumătate reprezintă o întoarcere la black 'n' roll-ul caracteristic ultimelor două albume. Într-un interviu luat puțin înainte de lansarea albumului Satyr s-a declarat împotriva acelui "sunet de plastic" care acum poate fi obținut foarte ușor datorită producției standardizate și, de asemenea, și-a exprimat speranța ca acest album să contribuie la crearea unui trend de evitare a acestui tip de producție.

## Lista pieselor
1. "Voice Of Shadows" - 02:35
2. "Tro og kraft" (Credință și putere) - 06:01
3. "Our World, It Rumbles Tonight" - 05:12
4. "Nocturnal Flare" - 06:38
5. "Phoenix" - 06:32
6. "Walker Upon The Wind" - 04:58
7. "Nekrohaven" - 03:12
8. "Ageless Northern Spirit" - 04:43
9. "The Infinity Of Time And Space" - 07:47
10. "Natt" (Noapte) - 03:34

## Personal
- Satyr - vocal, chitară, chitară bas
- Frost - baterie
- Erik Ljunggren - sintetizator (sesiune)
- Gildas Le Pape - a doua chitară (sesiune)

## Clasament
| Țara     | Poziția |
| -------- | ------- |
| Austria  | 36      |
| Elveția  | 47      |
| Finlanda | 6       |
| Germania | 38      |
| Norvegia | 1       |
| Suedia   | 18      |